# Francesco Pacifico
Francesco Pacifico (Roma, 20 luglio 1977) è uno scrittore e traduttore italiano. È senior editor della rivista Il tascabile dell'Enciclopedia Treccani. 

## Biografia
Esordisce nel 2003 col romanzo Il caso Vittorio pubblicato da minimum fax. L'anno dopo partecipa con un racconto alla raccolta La qualità dell'aria - storie di questo tempo, sempre minimum fax.
Insieme a Nicola Lagioia, Christian Raimo e Francesco Longo, con lo pseudonimo collettivo di Babette Factory, firma 2005 dopo Cristo, Einaudi, 2005. Questo sarà l'unico libro pubblicato dal collettivo.
Nel 2007 torna a scrivere come unico autore con il saggio San Valentino. Come il marketing e la poesia hanno stravolto l'amore in Occidente, per Fazi.
Nel 2010 pubblica con Mondadori Storia della mia purezza, con la stessa casa editrice pubblicherà poi anche Class, nel 2014.
Parallelamente all'attività di scrittore, svolge il lavoro di traduttore avendo lavorato alla traduzione di romanzi, biografie e fumetti. Collabora con il quotidiano La Repubblica, Rivista Studio, Rolling Stone ed è redattore del blog culturale minimaetmoralia.it. Dirige, con Cristiano de Majo, la rivista letteraria in pdf Piscine Notizie per l'élite.
Nel 2018 entra nel mondo del podcasting con il proprio podcast Archivio Pacifico: una raccolta di interviste a personaggi famosi del giornalismo, dell'arte, dello spettacolo e dello sport.
Nello stesso anno, esce il suo quarto romanzo, Le donne amate, edito da Rizzoli, dove, oscillando tra fiction e autobiografia, fa un compendio delle donne più importanti che hanno determinato la sua vita.
Nel 2022, esce la raccolta di racconti erotici, Solo storie di sesso, edito da Nottetempo. 
L'anno dopo, esce il suo quinto romanzo, Il capo, tornando a pubblicare con Mondadori, dove riflette sul potere economico, sessuale ed emotivo del "capo" nell'ambiente lavorativo. 

## Opere

### Romanzi e raccolte di racconti
- Il caso Vittorio, minimum fax, Roma, 2003
- Storia della mia purezza, Arnoldo Mondadori Editore, Milano, 2010.
- Class: vite infelici di romani mantenuti a New York, Arnoldo Mondadori Editore, Milano, 2014
- Le donne amate, Rizzoli, Milano, 2018
- Solo storie di sesso, Nottetempo, Milano, 2022
- Il capo, Arnoldo Mondadori Editore, Milano, 2023, ISBN 9788804778028

### Racconti e collaborazioni
- Racconto in La qualità dell'aria - storie di questo tempo, minimum fax, Roma, 2004.
- Racconto in Best off - il meglio delle riviste letterarie italiane edizione 2005, minimum fax, Roma, 2005.
- Babele Factory (Nicola Lagioia, Francesco Longo, Francesco Pacifico e Christian Raimo), 2005 Dopo Cristo,con  sotto il nome collettivo di Babette Factory, Einaudi Stile Libero, Roma 2005
- "Gracchiare come un disco sul piatto", effe, Periodico di Altre Narratività numero sette, Roma, 2017.
- Trouble at work and home while my son is abroad, racconto in The European Review of Books, N°4, 22 novembre 2023[10].

### Saggistica
- Seminario sui luoghi comuni. Imparare a scrivere (e a leggere) con i classici, minimum fax, Roma, 2012.
- San Valentino. Come il marketing e la poesia hanno stravolto l'amore in Occidente, Fazi, Roma, 2007.

## Podcast
- La notte, (2023 - in produzione), edito da Storielibere
- Archivio Pacifico, (2018 - 2022), edito da Storielibere
- La Scena, con Francesca Mancini (2018 - 2021), edito da Haruomi Podcast
- Libri per adulti (2024), edito da Rai3 Radio